# Armadilha fotográfica

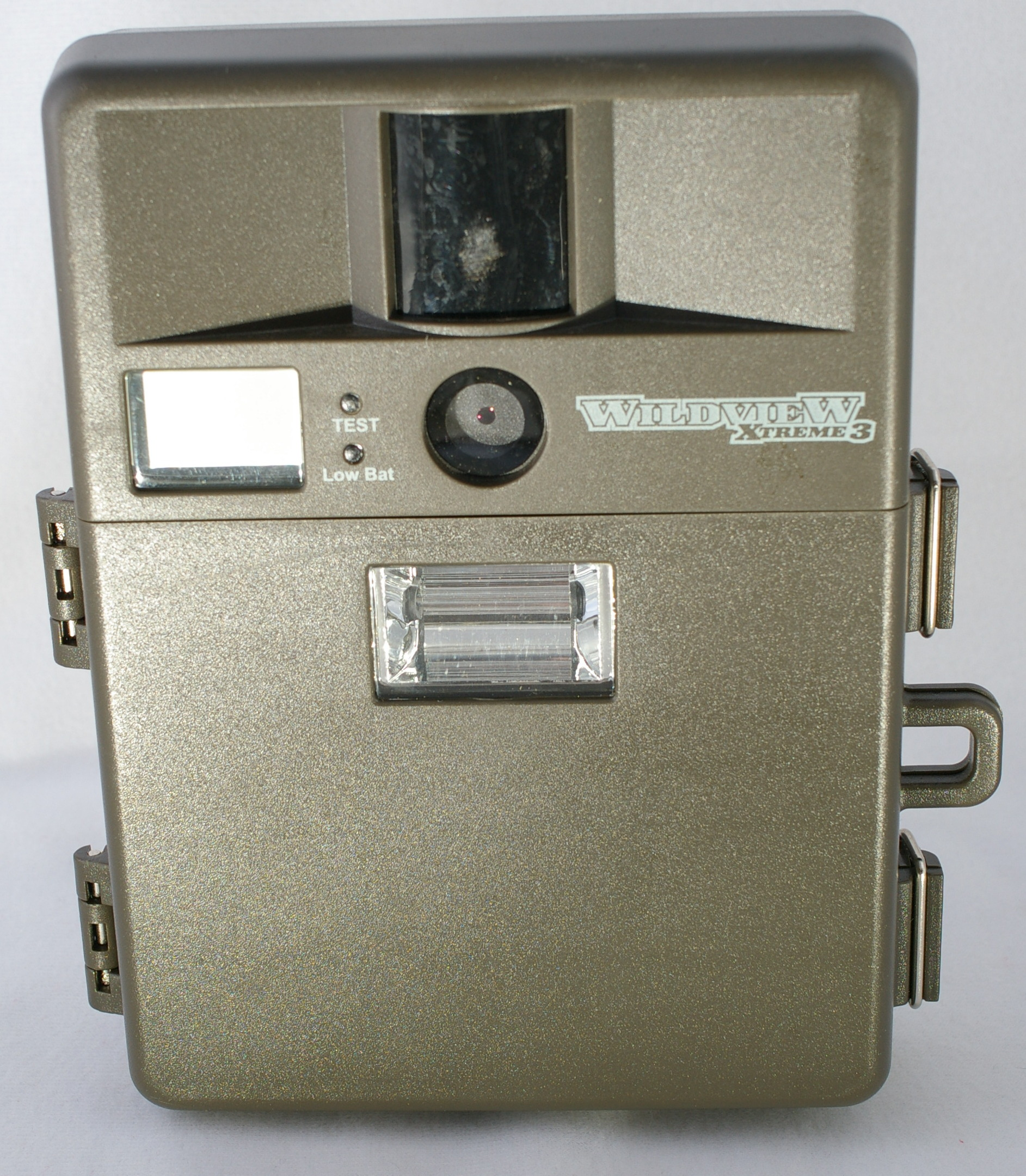
Uma armadilha fotográfica

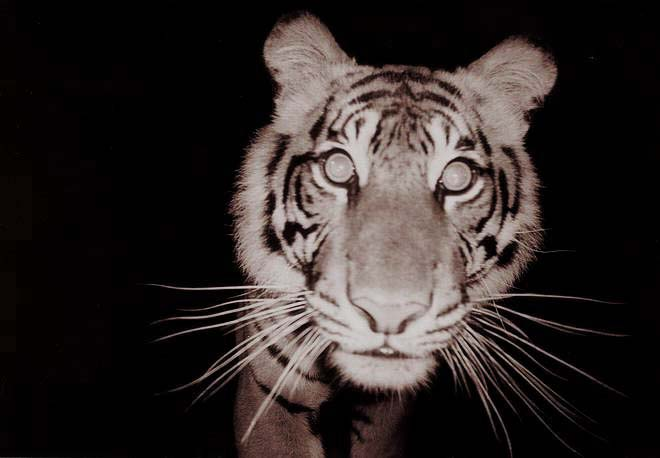
Um tigre fotografado por uma armadilha fotográfica.

Uma armadilha fotográfica é uma câmera remotamente ativada e equipada por um sensor de movimento ou sensor infravermelho. As armadilhas são usadas para capturar fotos ou filmes de animais selvagens sem que os pesquisadores precisem estar presentes e tem sido usadas na pesquisa sobre ecologia há décadas. Além de pesquisas com ecologia e caça, elas são utilizadas para detectar ninhos, espécies raras, estimar riqueza de espécies assim como uso de habitat.
Elas capturam imagens de animais selvagens com o mínimo de  interferência humana possível. A introdução para uso comercial a partir dos anos 1990 mostrou um aumento considerável no uso de câmera com sensor infravermelho. E com o aumento na qualidade das imagens, esse equipamento tem sido cada vez mais usado pelos pesquisadores. A caça esportiva tem um importante papel no desenvolvimento das armadilhas fotográficas, visto que caçadores as utilizam para perseguir os animais. Estes caçadores abriram um comércio de dispositivos que levaram a várias melhorias ao longo do tempo.